# Calle de las Angustias
La calle de las Angustias es una vía urbana de la ciudad de Valladolid, España.

## Descripción
Aparece descrita en Las calles de Valladolid de Juan Agapito y Revilla de la siguiente manera:

Hoy, como es sabido, constituye la calle de este nombre la vía que tiene su principio en la de Leopoldo Cano y termina en la plazuela de San Pablo. Por ella se ceñía la primitiva muralla de la villa con la puerta de los Baños, al término de la calle de Leopoldo Cano, otra que luego se tituló puerta de la Peñolería y antes puerta de Esgueva, frente a esta calle, y aun otra, o portillo, titulada puerta del Bao, a la terminación de la estrecha calle de este nombre.

Al ensancharse la villa y ser derribada por esta parte la muralla, se hicieron calles, siguiendo el contorno de ella, y llegó a adquirir una gran importancia, titulándose «corredera de San Pablo» el tramo alto, por su proximidad al monasterio de este nombre, tramo el más solicitado por los magnates para labrar sus casas, como los condes de Ribadavia, marqués de Astorga, otros de la familia de los condes de Benavente, etc., amén de haber allí el hospital de San Pedro Mártir. En la casa de Don Bernardino Pimentel, anterior a la que aún existe y es hoy Diputación provincial, se alojó diferentes veces Don Carlos I y allí nació Don Felipe II (tiene lápida el edificio que lo recuerda). Siguiendo una plausible costumbre en esta ciudad, en 1850 se reedificaron o reformaron grandemente las casas con soportales, conservándose éstos.
El segundo tramo, llamado «plazuela Vieja», se extendía desde la calle de la Torrecilla hasta la iglesia de las Angustias, y debía el título no sólo, como alguien dijo, a ser la plaza «más antigua» de Valladolid (la veo citada en 1410 con ese nombre), porque años de ventaja, en este sentido, tenía la plazuela de San Miguel, y aun otras, sino porque allí existían bastantes prenderías, según se han denominado más modernamente, costumbre que ha subsistido hasta tiempos cercanos a los nuestros (y aún algunas existen todavía), pues también era muy común, y a veces hasta obligatorio, en épocas anteriores a la nuestra, agruparse los vendedores de artículos o géneros análogos en las mismas calles o parajes, como se ha dicho ya y tendremos ocasión de observar muchas veces en estos ligeros apuntes. En este tramo de calle estuvieron instalados en el siglo XV y aun XVI los «cambios», los originarios de los «bancos», los amos del dinero, que llegaron a exceder de veinticinco en algunos tiempos.
En el siglo XVI se titulaba de ordinario «plazuela Vieja» a esa vía, y en ella, en 1516, Juan Pérez, mercader, y Catalina Rodríguez, su mujer, toman a renta del Cabildo de Santa María la Mayor, unas casas que tenía ad vitam Juan de Monzón, entallador, las cuales limitaban con otras del mismo Cabildo situadas en la plazuela Vieja. (Bol. de Arte y Arqueología, fasc. V).
Arriba de la plazuela Vieja, casi enfrente de la calle de San Martín, había una «cárcava», próxima a la «puerta del Bao» de la primitiva muralla, de la que algo indicaré al tratar del Bao.
En la parte de soportales que hubo en la calle, en la acera de la derecha, entre Esgueva y San Martín, debieron tener sus «bancos» los «cambios». Dichos soportales han subsistido hasta la primera década del siglo XX. Eran bajos y sombríos; pero tenían mucho carácter de antigüedad y cierto aspecto pintoresco.
El tramo tercero, o el más bajo, desde la «plazuela Vieja» a la calle de Leopoldo Cano, y «Baños» de antes o Echegaray de ahora, se tituló «plazuela del Almirante» por estar allí el palacio de los Enríquez, en quienes se vinculó aquel título. Era un palacio, relativamente fuerte, con dos torreones a los extremos de su frente, con grandes resabios moriscos, como dan a entender los restos de azulejería y rosetones y atauriques que se conservan, muy fragmentados, en el Museo provincial Arqueológico. En él pararon alguna vez los hijos de los Reyes Católicos, y aun éstos, y en homenaje a Don Fadrique Enríquez, II de este nombre, que tanto trabajó por conseguir el perdón de Don Carlos I para la villa, por los sucesos de las Comunidades, se colocó, sobre la puerta principal del palacio, la conocida inscripción grabada sobre lápida de mármol negro, repetida en todas las historias locales, que recordaba la victoria del Rey y no menos al dueño de la casa, por la pacificación de aquellas revueltas castellanas. Edificio, de todos modos, vetusto, no era ni correspondía a los poseedores de él, una de las primeras dignidades de España. En él se estableció la Diputación provincial de 1850 a 1856, y luego de derribado se construyó el gran teatro de Calderón de la Barca (con planos del arquitecto Don Jerónimo de la Gándara), en el solar del palacio, que dio todavía espacio para la calle de Alonso Berruguete y casas fronteras al costado del teatro. Se inauguró éste el 27 de Septiembre de 1864 con El alcalde de Zalamea, por la compañía del gran actor Don Joaquín Arjona.
Ese tramo de calle empezó a llamarse «plazuela de las Angustias», así que se instaló en ella, con edificio propio, la cofradía penitencial de ese nombre. La iglesia fue construida a costa del acaudalado Martín Sánchez de Aranzamendi y su mujer Doña Luisa de Ribera, y fue el maestro mayor de ella Juan de Nates, y trabajó como escultor Francisco del Rincón, quien también labró las esculturas del retablo mayor que contrató su suegro Cristóbal Velázquez. Las obras debieron ser terminadas en 1606, y a la nueva iglesia se trajo, de la antigua, la magnífica talla de Juan de Juni, cofrade de las Angustias, la Virgen de los Cuchillos, una de las obras cumbres de la Escultura castellana.
Con la importancia que la iglesia de las Angustias daba al paraje, fue perdiéndose poco a poco esa denominación, aunque subsistía en el siglo XVIII, de plazuela del Almirante, y en Julio de 1843, se acordó titular también «plazuela de las Angustias» a la «plazuela Vieja». Desapareció la del Almirante que así se titulaba, «plaza del Almirante», en los libros de autos del Regimiento de 1496, la calle «a cantarranas sobre el caño», y «calle del Almirante» en 21 de Mayo de 1498.
La «corredera de San Pablo», que ya figura en actas de 1498, ha sido la que ha experimentado más cambios de nombre: en 7 de Julio de 1852 se le varió por «calle de Reynoso», en honor del ministro de Estado Don Mariano Miguel de Reynoso, que habitó la hoy casa de la Diputación provincial; en Julio de 1854 se la puso «calle del Quince de Julio», por el «patriotismo y decisión con que la ciudad de Valladolid y su Ayuntamiento levantaron el estandarte de la Libertad en la noche del 15 al 16 de Julio último», como decía en un Real decreto el Duque de la Victoria, hecho que mereció a la ciudad el ser titulada Heroica y al Ayuntamiento el tratamiento de Excelencia (Libro de actas del Ayuntamiento, folio 245, vuelto, sesión de 14 de qgosto de 1854); en 8 de julio de 1857 se la volvió a dar a la calle el primitivo nombre de «corredera de San Pablo»; y, finalmente, en 10 de qbril de 1863, se unificaron con un solo nombre los tres tramos, y «Será calle de las Angustias desde los edificios que forman ángulo a la calle de las Damas [hoy Leopoldo Cano] y de los Baños [en la actualidad Echegaray], hasta la casa correo viejo [hoy Juzgados], y la del señor Reinoso» [la Diputación provincial].

En la plazuela Vieja, entre Esgueva y San Martín, hubo soportales, según he dicho muy bajos y sombríos, y como anteriores al incendio de 1561, se pensó también correrlos por estas calles. La reforma que motivó el incendio del XVI se quería extender a tanto que se hubiera hecho una ciudad nueva.